# 밤 (열매)

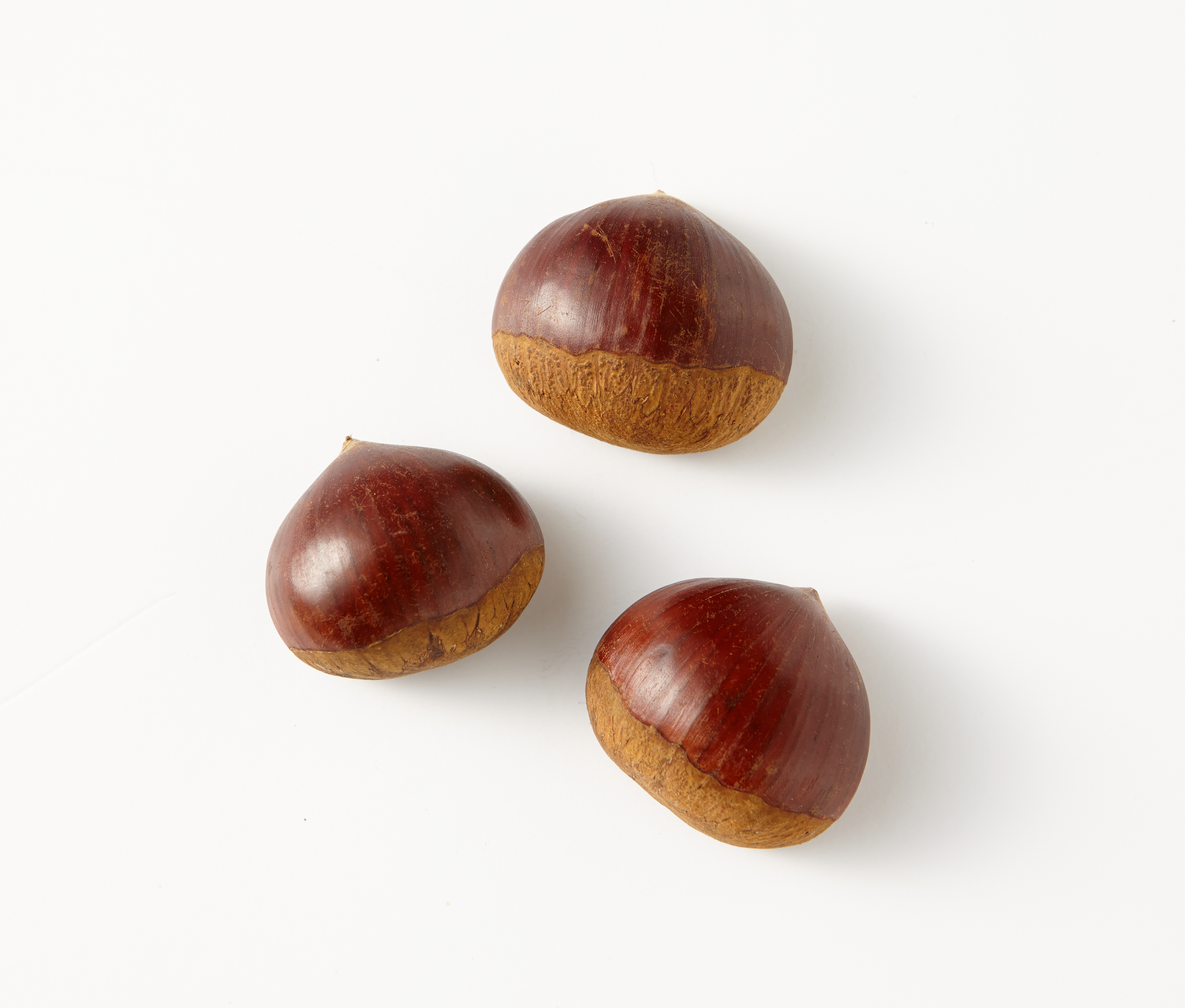
밤

밤은 밤나무, 약밤나무 등 밤나무속 식물의 열매이다. 견과의 일종으로, 가시가 난 송이에 싸여 있고 갈색 겉껍질 안에 얇고 맛이 떫은 속껍질(보늬)이 있으며, 날것으로 먹거나 굽거나 삶아서 먹는다.

## 종류
밤은 10여 종이 있으나, 과실로 이용하는 것은 밤, 약밤, 유럽밤, 미국밤 4종이다.

### 밤(C. crenata))
"한국밤"으로도 부른다. 알이 크고 질이 좋다. 평균 수분 60%, 녹말 30%, 당분 5%, 단백질 4% 정도를 함유한다. 한국에서는 남부 지방에서 주로 재배하는데, 부여, 공주 등 충청남도 지역과 광양, 순창, 임실 등 전라도 지역, 하동, 산청 등 경상남도 지역이 대표적인 재배지이다. 국내개발 품종과 일본 등 외국에서 도입한 품종이 있으며, 일반적으로 한국 재래밤은 감미가 높으나 일본밤은 그렇지 못하다.
국내 개발 품종으로는 광주올밤(廣州早栗, '중부 7호'), 백중밤(白中栗, '장암' 계열), 산대밤(山大栗, '중부 6호'), 산성밤(山城栗, '중부 26호'), 옥광밤(玉光栗, '중부 18호'), 장위밤(長位栗), 중흥밤(中興栗, '중부 17호'), '포천 B1호' 등이 있다. 
외국에서 도입한 품종으로는 '단택'(丹澤/丹沢 단자와[*]), '대화조생'(大和早生 야마토와세[*]), '삼조생'(森早生 모리와세[*]), '유마'(有磨 아리마[*]), '은기'(銀寄 긴요세[*]), '이취'(伊吹 이부키[*]), '이평'(利平 리헤이[*]), '축파'(筑波 쓰쿠바[*]), '풍다마조생'(豊多摩早生 도요타마와세[*]) 등이 있다.
옥광과 대보는 단단하고 겉껍질이 얇아서 군밤으로 먹기에 좋다. 병고밤은 수분 함량이 많아서 생밤으로 먹어도 좋다. 포르단(수락밤)은 속껍질이 잘 벗겨져 먹기에 좋다.

### 약밤(C. mollissima)
흔히 "평양밤"이라고 부르며, 알이 작고 속껍질이 잘 벗겨지며 맛이 달다. 한국에서는 중부 지방이나 그 이북에서 재배한다.

### 유럽밤(C. sativa)
한국밤에 비해 알이 작고 질도 단단하지 않다.

### 미국밤(C. dentata)

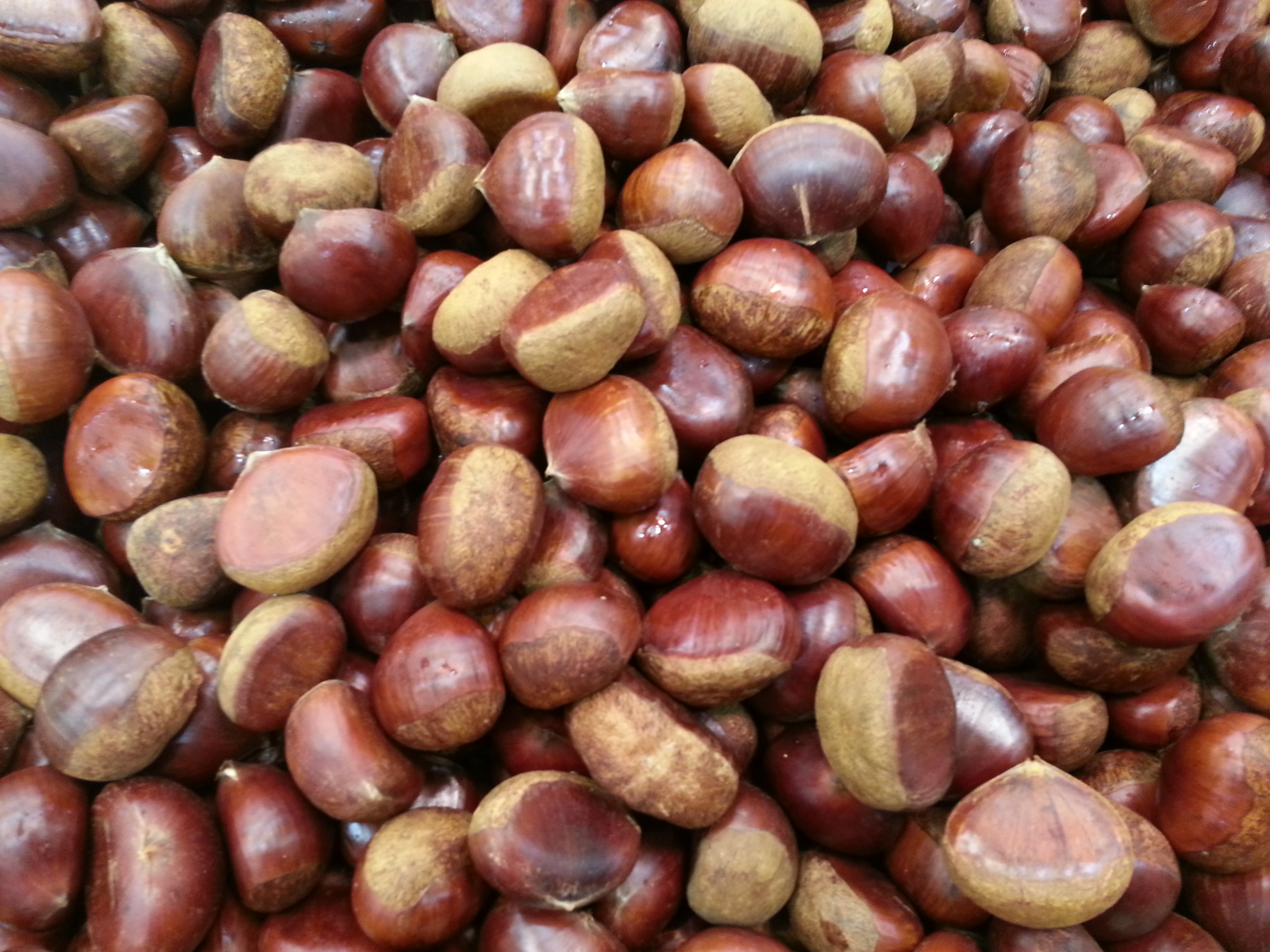
밤
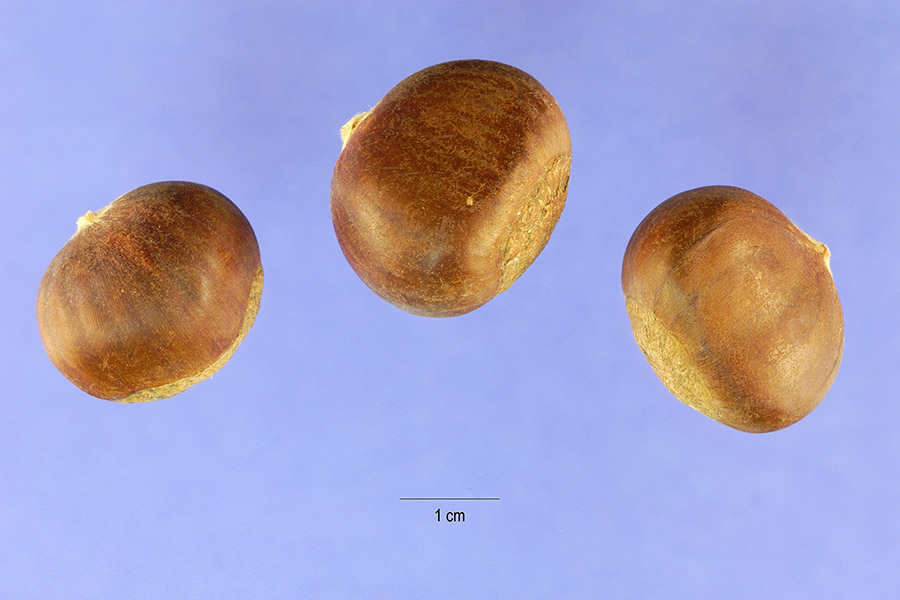
약밤(평양밤)
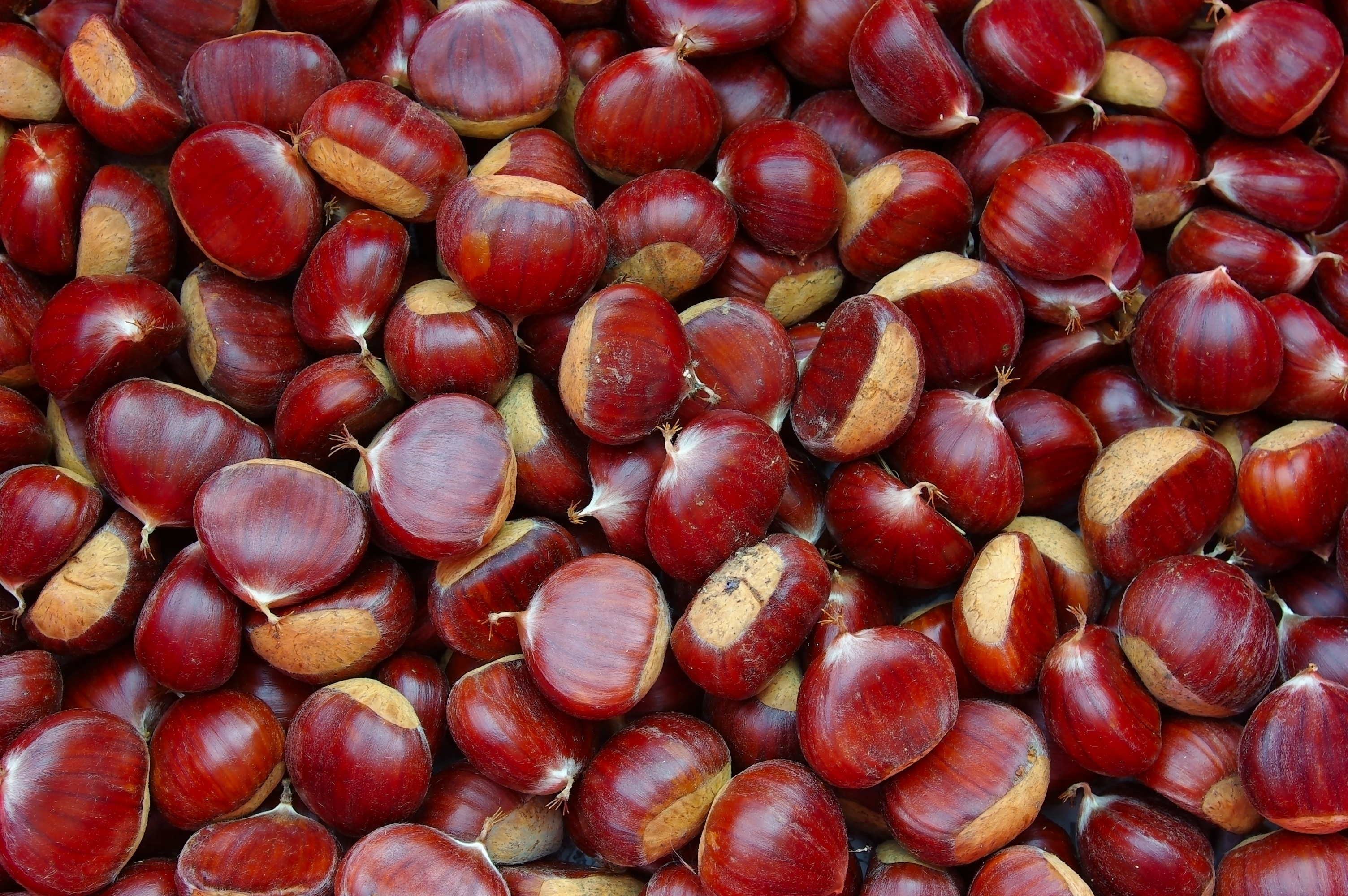
유럽밤
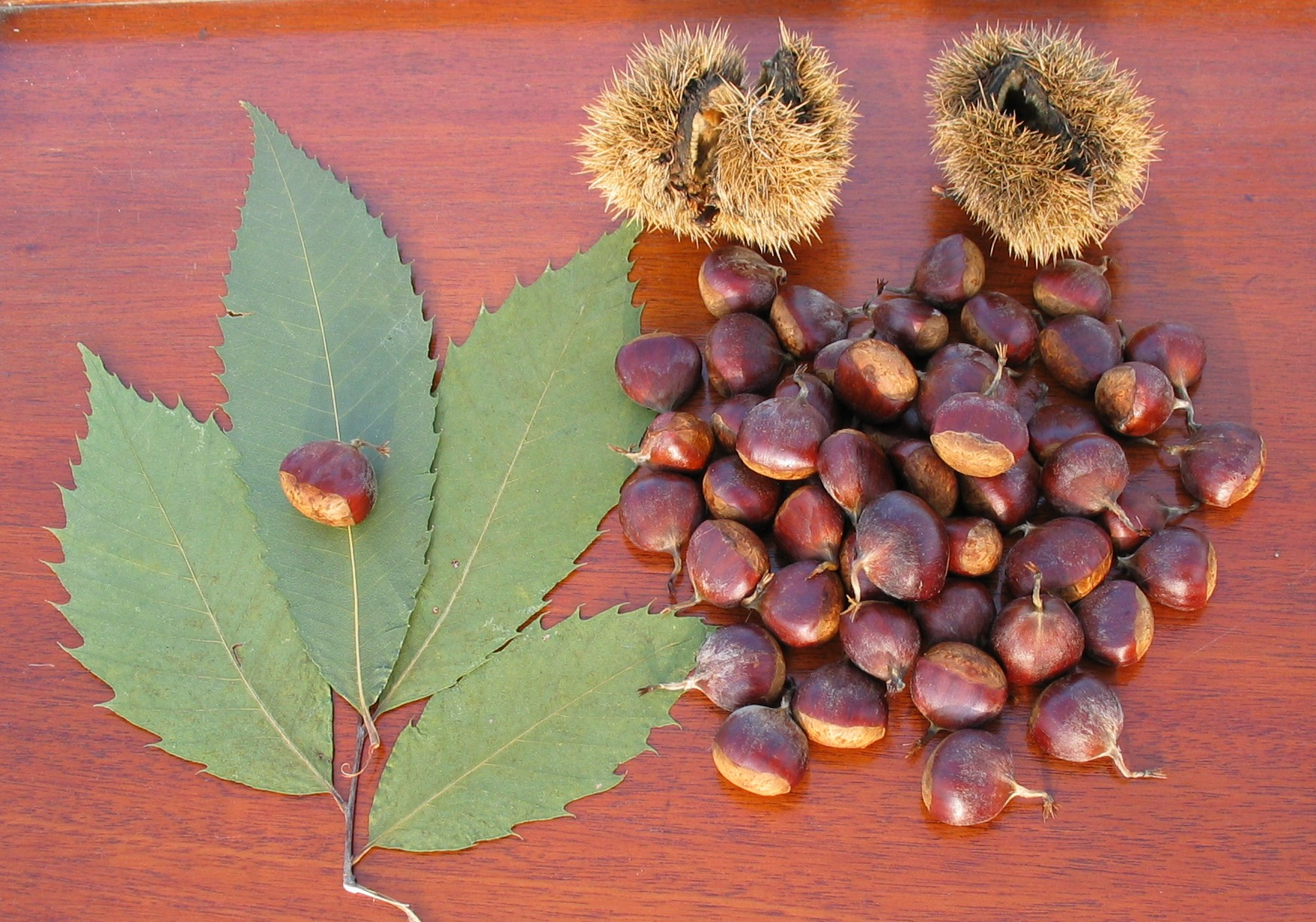
미국밤

## 생산
대한민국은 중국에 이어 세계 밤 생산 2위 국가로 전 세계 밤 생산량의 7% 가량을 차지한다.
한편 밤나무의 눈은 4월경에 나오며 이후 약 2개월간의  개엽시기를 거쳐 개화시기를 갖은후 9월경에 열매를 맺는다.

## 영양
밤 속에는 탄수화물, 칼슘·인·칼륨 같은 무기질, 비타민이 많이 들어 있다.

## 이용
밤은 날로 먹기도 하고, 삶거나 구워서 먹기도 하며, 여러 가공 식품에 쓰이기도 한다. 설탕이나 꿀물 꿀물에 조리기도 하고, 밤가루를 내어 죽이나 이유식을 만들기도 한다. 밤가루는 각종 과자와 빵, 떡 등의 재료로도 사용하며, 아이스크림을 만드는 데 쓰기도 한다.
밤은 한약재로도 쓰이는데, 만성 구토증과 당뇨병을 치료하고 위장과 신장을 튼튼하게 한다.
대부분 문화권에서 식용 밤은 군밤, 삶은밤, 제과 용으로 익힌 상태에서 소비되는 것과 달리 대한민국은 밤을 김치 등 요리의 부재료 및 제사 의식 용으로 생밤 형태로 상당량을 소비한다. 전국 밤 소비량의 절반 가량은 추석 때 소비된다.
지방과 집안마다 제사나 차례상을 올리는 풍습이 조금씩 다르기는 하지만, 꼭 제사상에 오르는 것이 바로 깎은 밤이다. 다른 식물의 경우 나무를 길러낸 최초의 씨앗은 사라져 버리지만 밤만은 땅속에 들어갔던 최초의 씨밤이 그 위의 나무가 커져도 절대로 썩지 않고 남아 있다고 한다. 오랜 시간이 흐른 뒤에도 애초의 씨밤은 그 나무 밑에 생밤인 채로 오래오래 그냥 달려있다는 것이다. 때문에 밤은 조상의 뿌리를 기억하자는 맥락에서 제사상에 올린다는 것이다.

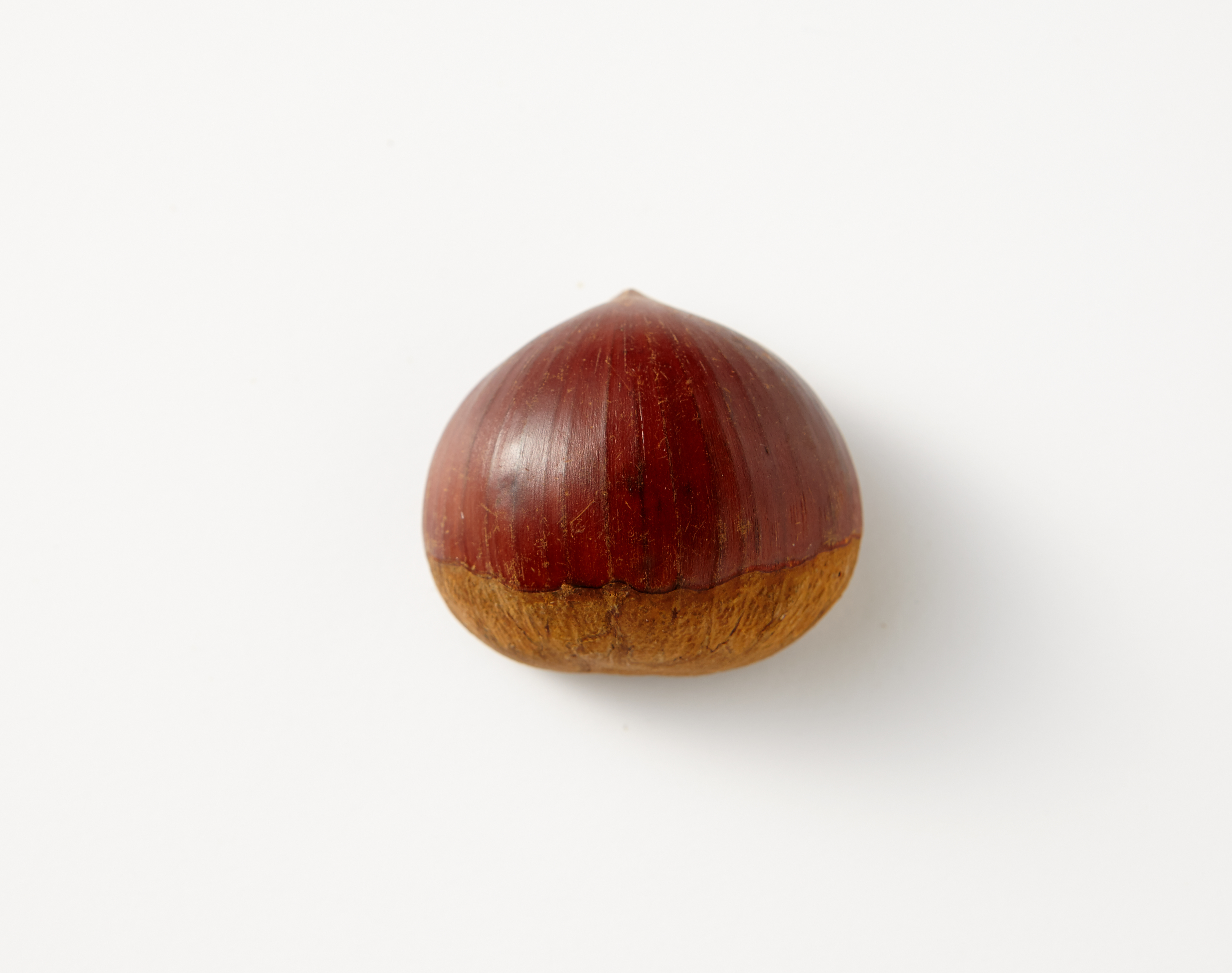
밤
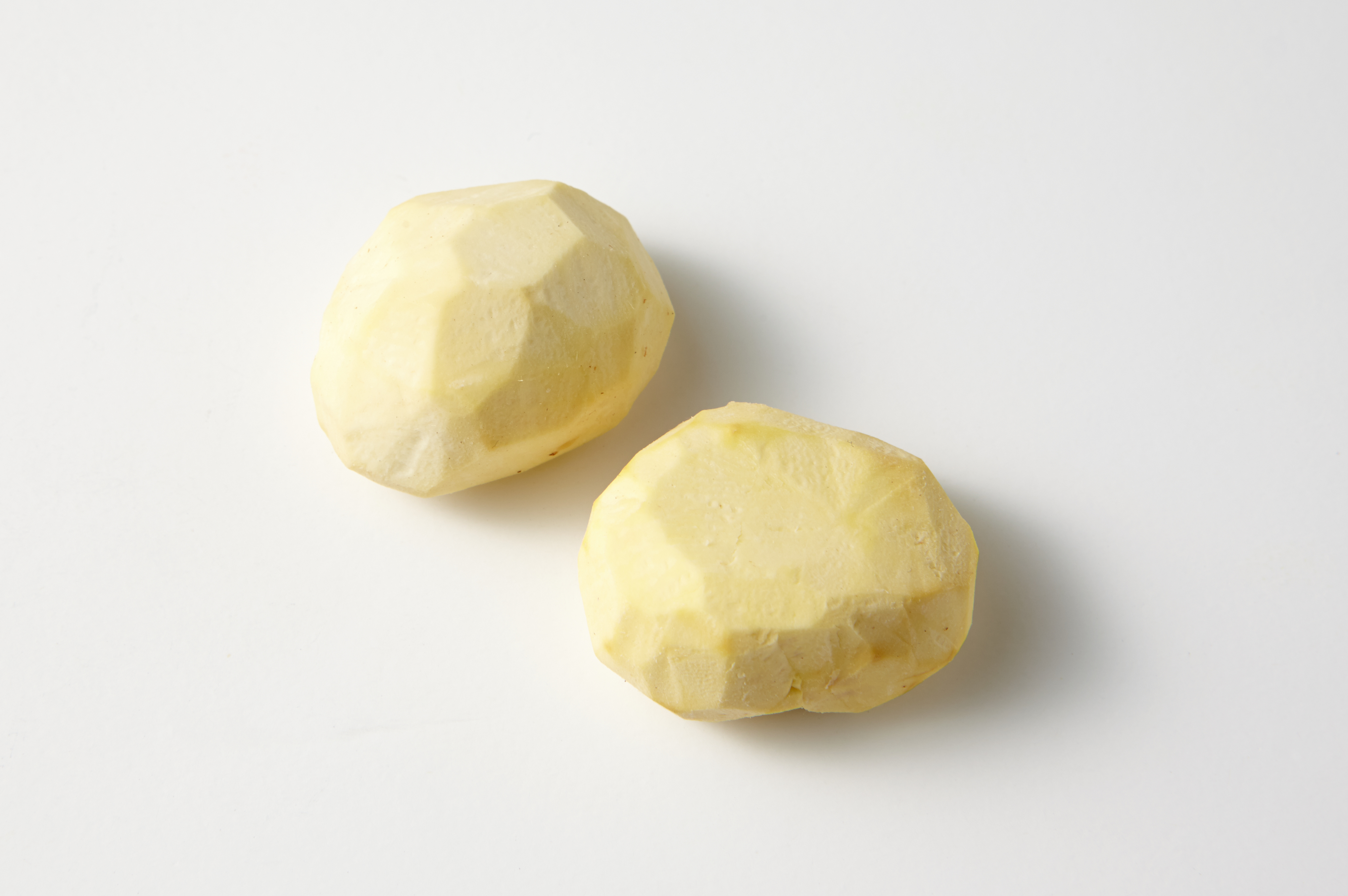
깐밤
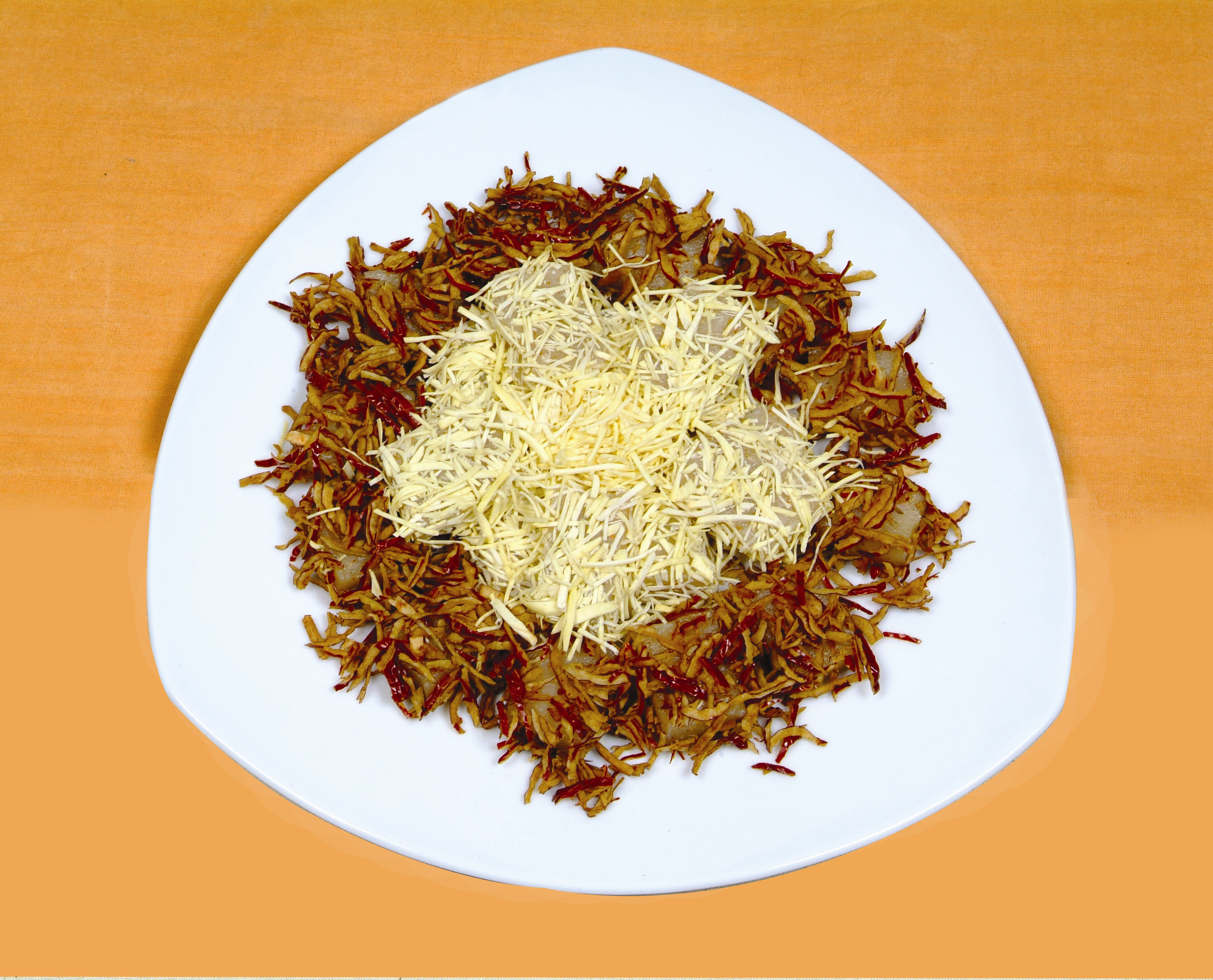
밤단자
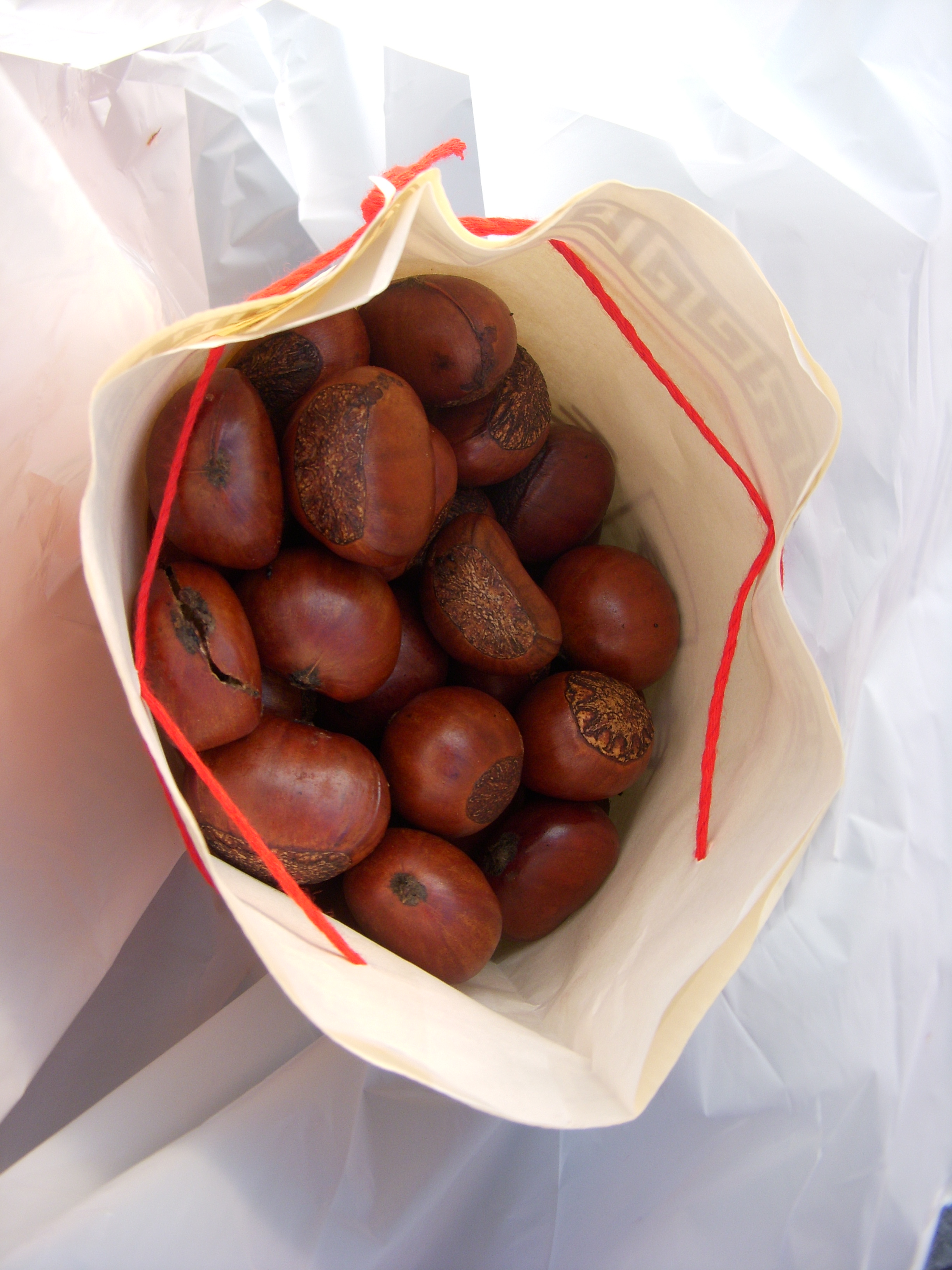
군밤(약밤)